# Dorohe (rejon dnieprzański)
Dorohe (ukr. Дороге) – wieś na Ukrainie, w obwodzie dniepropetrowskim, w rejonie dnieprzańskim, w hromadzie Nowoołeksandriwka. W 2001 liczyła 239 mieszkańców, wśród których 192 wskazało jako ojczysty język ukraiński, a 47 rosyjski.